# Starrer Rotator
Der Starre Rotator ist ein ideales Modell der Mechanik, welches zur Beschreibung von rotierenden Körpern genutzt wird. Bei diesem Modell drehen sich zwei oder mehrere Massenpunkte eines Körpers in einem jeweils festen Abstand um eine Hauptträgheitsachse. Zur Beschreibung im dreidimensionalen Raum werden üblicherweise drei unterschiedliche Hauptträgheitsachsen mit den Trägheitsmomenten {\displaystyle I_{a}}, {\displaystyle I_{b}}, {\displaystyle I_{c}} definiert, welche als Konvention üblicherweise in der hier genannten Reihenfolge zunehmen.

## Linearer starrer Rotator

Ein allgemeiner diatomarer Starrer Rotator

Beim linearen Starren Rotator besteht der Körper aus zwei oder mehreren linear angeordneten Massepunkten, die einen jeweils festen Abstand zum Massenschwerpunkt haben. Die Rotationsachse verläuft durch den Massenschwerpunkt. Beispiele für derartig aufgebaute Moleküle sind das Wasserstoffmolekül oder Kohlenstoffdioxid. Das
Trägheitsmoment {\displaystyle I} für diese Rotation berechnet sich klassisch nach der Gleichung
{\displaystyle I=\sum _{i}m_{i}r_{i}^{2}}
wobei oftmals anstatt der Summe der Massenpunkte {\displaystyle m_{i}} mit den jeweiligen Abständen {\displaystyle r_{i}} zur Drehachse, die reduzierte Masse {\displaystyle \mu } mit dem Abstand {\displaystyle r} der beiden Massen genutzt wird.
{\displaystyle I=\mu r^{2}}
Eine Besonderheit beim linearen Starren Rotator ist, dass das Trägheitsmoment der Hauptträgheitsachse {\displaystyle I_{a}} null beträgt. Hieraus folgt, dass dieser Rotator mit den zwei identischen Trägheitsmomenten {\displaystyle I_{b}=I_{c}} beschrieben werden kann.

### Klassische Berechnung der Energie
Bei einer klassischen Betrachtung des Starren Rotators entspricht die Gesamtenergie der Rotationsenergie des Systems. Diese hängt mit der Winkelgeschwindigkeit {\displaystyle \omega _{i}} um die Hauptträgheitsachse des Trägheitsmoments {\displaystyle I_{i}} nach
{\displaystyle E=\sum _{i}{\frac {1}{2}}I_{i}\omega _{i}^{2}}
zusammen.

### Quantenmechanische Berechnung der Energie
In der Quantenmechanik wird der Starre Rotator durch eine Wellenfunktion beschrieben. Die dazugehörigen Eigenfunktionen {\displaystyle \psi _{\mathrm {n} }} und Energieeigenwerte {\displaystyle E_{\mathrm {n} }} ergeben sich durch die Lösung der stationären Schrödingergleichung
{\displaystyle {\hat {H}}\psi _{\mathrm {n} }-E_{\mathrm {n} }\psi _{\mathrm {n} }=0}.
Da das Teilchen keinem elektrischen Potential ausgesetzt ist und nur kinetische Energie besitzt, lautet der Hamilton-Operator unter Benutzung des Laplaceoperators {\displaystyle \Delta }:
{\displaystyle {\hat {H}}=-{\frac {\hbar ^{2}}{2\cdot \mu }}\Delta }
In Kugelkoordinaten ausgedrückt ist der Laplaceoperator:
{\displaystyle \Delta ={\frac {\partial }{r^{2}\partial r}}\left(r^{2}{\frac {\partial }{\partial r}}\right)+{\frac {1}{r^{2}\sin(\theta )}}\cdot {\frac {\partial }{\partial \theta }}\left(\sin(\theta )\cdot {\frac {\partial }{\partial \theta }}\right)+{\frac {1}{r^{2}\sin ^{2}(\theta )}}\cdot {\frac {\partial ^{2}}{\partial \phi ^{2}}}}
Durch die Definition des Problems, dass die Massepunkte einen starren Abstand voneinander haben, ist {\displaystyle r} keine Variable der Wellenfunktion, sondern ein durch die Problemstellung festgelegter unveränderlicher Parameter. Der Beitrag des ersten Summands des Laplaceoperators ist daher immer 0 und der Operator kann vereinfacht geschrieben werden als:
{\displaystyle \Delta ={\frac {1}{r^{2}}}\left[{\frac {1}{\sin(\theta )}}\cdot {\frac {\partial }{\partial \theta }}\left(\sin(\theta )\cdot {\frac {\partial }{\partial \theta }}\right)+{\frac {1}{\sin ^{2}(\theta )}}\cdot {\frac {\partial ^{2}}{\partial \phi ^{2}}}\right]={\frac {1}{r^{2}}}\Delta _{\theta ,\phi }}
Dabei steht {\displaystyle \Delta _{\theta ,\phi }} für den Winkelanteil des Laplaceoperators. Die Schrödingergleichung ist damit:
{\displaystyle -{\frac {\hbar ^{2}}{2\cdot \mu r^{2}}}\Delta _{\theta ,\phi }\psi _{\mathrm {n} }-E_{\mathrm {n} }\psi _{\mathrm {n} }=0}.
Sie wird durch die Kugelflächenfunktionen {\displaystyle \psi =Y_{l,m}(\theta ,\phi )} mit den zugehörigen Eigenwerten {\displaystyle -l(l+1)} gelöst, so dass gilt:
{\displaystyle {\frac {\hbar ^{2}}{2\cdot \mu r^{2}}}l(l+1)Y_{l,m}(\theta ,\phi )-E_{l,m}Y_{l,m}(\theta ,\phi )=0}
bzw. umgestellt:
{\displaystyle E_{l,m}={\frac {\hbar ^{2}}{2\cdot \mu r^{2}}}l(l+1)}
Die {\displaystyle E_{l,m}} sind damit die quantenmechanischen Energieniveaus der Eigenfunktionen des starren Rotators. Das Energieniveau hängt nur von der Hauptrotationsquantenzahl {\displaystyle l} ab, sofern mehrere Nebentrotationsquantenzahlen {\displaystyle n} existieren, sind die zugehörigen Zustände entartet.

#### Andere Darstellungen
Durch Einführen der Rotationskonstante {\displaystyle {\tilde {B}}={\frac {h}{8\pi ^{2}c_{0}\mu r^{2}}}} und mit der Notation {\displaystyle J} für die Hauptrotationsquantenzahl {\displaystyle l} ergibt sich die oft gebräuchliche Form:
{\displaystyle E=hc_{0}{\tilde {B}}J(J+1)}
Damit können die in der Spektroskopie üblichen Rotationsterme nach
{\displaystyle F(J)={\frac {E}{hc_{0}}}}
berechnet werden.

## Sphärischer Rotator

Methan ist ein Beispiel für einen sphärischen Rotator

Ein sphärischer Rotator liegt vor, wenn die Trägheitsmomente der Hauptträgheitsachsen identisch sind und somit {\displaystyle I_{a}=I_{b}=I_{c}}. Hieraus kann geschlussfolgert werden, dass die Rotationsenergieniveaus analog zum linearen Rotator berechnet werden können. Ein Beispiel für einen solchen Rotator ist das Methanmolekül. Da bei diesem Rotator kein permanentes Dipolmoment vorliegt, treten Übergänge in den Rotationsniveaus erst aufgrund von Zentrifugaldehnung des Moleküls auf, da hierdurch ein permanentes Dipolmoment induziert wird (vgl. Abschnitt Auswahlregeln).

### Zentrifugaldehnung
Eine übliche Anpassung des Modells des Starren Rotators zum Beschreiben realer Systeme ist das Zulassen einer Dehnung der Abstände {\displaystyle r} durch die bei einer Rotation auftretende Zentrifugalkraft. Die Korrektur erfolgt üblicherweise, indem eine von {\displaystyle J} abhängige Dehnungskonstante {\displaystyle {\tilde {D}}_{J}} eingeführt wird. Dadurch erhält man die erlaubten Rotationsenergieniveaus fortan durch die Gleichung
{\displaystyle E=hc_{0}{\tilde {B}}J(J+1)-{\tilde {D}}_{J}J^{2}(J+1)^{2}}
Die Dehnungskonstante kann für zweiatomige Moleküle aus der Rotationskonstante und der Wellenzahl der Grundschwingung {\displaystyle {\tilde {\nu }}_{0}} nach der Gleichung
{\displaystyle {\tilde {D}}_{J}={\frac {4{\tilde {B}}^{3}}{{\tilde {\nu }}_{0}^{2}}}}
bestimmt werden.

## Symmetrischer Rotator

Fluormethan ist aufgrund des Fluoratoms ein spitzer symmetrischer Rotator

Benzol ist ein flacher symmetrischer Rotator

Symmetrische Rotatoren zeichnen sich dadurch aus, dass die Trägheitsmomente von je zwei Hauptträgheitsachsen identisch sind. Im Fall von {\displaystyle I_{a}=I_{b}<I_{c}} spricht man von einem flachen und bei {\displaystyle I_{a}<I_{b}=I_{c}} von einem spitzen symmetrischen Rotator. Da nur noch zwei Hauptträgheitsmomente identisch sind, wird für die Rotationsterme eine weitere Rotationsquantenzahl {\displaystyle K} analog zu {\displaystyle m} in der Kugelflächenfunktion benötigt.
{\displaystyle F(J,K)={\tilde {B}}J(J+1)-(X-Y)K^{2}}
Bei einem spitzen symmetrischen Rotator entspricht {\displaystyle X} der Rotationskonstante {\displaystyle {\tilde {A}}} und {\displaystyle Y} {\displaystyle {\tilde {B}}}, während bei einem flachen symmetrischen Rotator {\displaystyle X} der Rotationskonstante {\displaystyle {\tilde {C}}} entspricht.

Die Energieniveaus eines symmetrischen Rotators können aus den Rotationstermen beziehungsweise analog zum linearen Rotator durch Anwenden des Hamiltonoperators auf die Schrödingergleichung gewonnen werden. Dies führt für {\displaystyle K\neq 0} zu der Lösung
{\displaystyle E={\frac {J^{2}}{2\cdot I_{b}}}+J_{a}^{2}\left({\frac {1}{2\cdot I_{a}}}-{\frac {1}{2\cdot I_{b}}}\right)}
für den spitzen beziehungsweise
{\displaystyle E={\frac {J^{2}}{2\cdot I_{b}}}+J_{c}^{2}\left({\frac {1}{2\cdot I_{c}}}-{\frac {1}{2\cdot I_{b}}}\right)}
für den flachen symmetrischen Rotator.

## Asymmetrischer Rotator

Wasser ist ein Beispiel für einen asymmetrischen Rotator

Beim asymmetrischen Rotator unterscheiden sich die Trägheitsmomente aller Hauptträgheitsachsen voneinander. Dies führt dazu, dass es keine allgemein gültigen Formeln zur Berechnung der Energieniveaus bei quantenmechanischer Betrachtung gibt, für bestimmte Rotationquantenzahlen existieren jedoch exakte Formeln. Klassisch kann die Energie weiterhin über die Hauptträgheitsmomente und den Winkelgeschwindigkeiten berechnet werden.

## Auswahlregeln
Die Übergänge der Energieniveaus eines Starren Rotators folgen bestimmten Regeln, den sogenannten Auswahlregeln. Die Änderung der Rotationsenergieniveaus durch Emission oder Absorption von elektromagnetischer Strahlung ist immer dann erlaubt, wenn das Übergangsdipolmoment {\displaystyle \mu } des Übergangs {\displaystyle \psi _{a}\rightarrow \psi _{b}} nach der Gleichung
{\displaystyle \mu _{a\rightarrow b}=\langle \psi _{b}|{\hat {\mu }}|\psi _{a}\rangle }
nicht verschwindet. Die Gleichung kann für reine Rotationsübergänge, wie sie im Starren Rotator als einzige möglich sind, nach Integration über die vibronischen Funktionsanteilen vereinfacht werden zu
{\displaystyle \mu _{a\rightarrow b}={\text{const.}}\cdot \langle Y_{l,m~b}|{\hat {\mu }}|Y_{l,m~a}\rangle }
Hieraus folgt, dass Rotationsübergänge durch elektromagnetische Strahlung nur bei Molekülen mit einem permanenten Dipolmoment erlaubt sind, also Molekülen, bei denen das Integral {\displaystyle \langle Y_{l,m~b}|{\hat {\mu }}|Y_{l,m~a}\rangle } nicht verschwindet. Die hiernach erlaubten Übergänge treten für Funktionen mit {\displaystyle Y_{l,m~b}} mit gegenüber {\displaystyle Y_{l,m~a}} um
{\displaystyle \Delta m=0~~~\Delta l=\pm 1}
geänderten Quantenzahlen auf, was den Änderungen der Rotationsquantenzahlen
{\displaystyle \Delta K=0~~~\Delta J=\pm 1}
entspricht. Diese Regeln werden als Auswahlregeln bezeichnet.